# Жупено
Жупено (словен. Župeno) — поселення в общині Церкниця, Регіон Нотрансько-крашка, Словенія. Висота над рівнем моря: 798,6 м.